# The Elusive Enemy
The Elusive Enemy est un film muet américain réalisé par Grace Cunard et sorti en 1916.

## Fiche technique
- Réalisation : Grace Cunard
- Scénario : Grace Cunard
- Durée : 10 minutes
- Genre : Drame
- Date de sortie :
  - États-Unis : 20 octobre 1916

## Distribution
- Grace Cunard
- Francis Ford